# CONCACAF Gold Cup 2013/Gruppe B
Die Gruppe B des CONCACAF Gold Cups 2013 war eine von drei Gruppen, in denen die Vorrundenspiele des Turniers ausgetragen wurden. Sie bestand aus vier Mannschaften: El Salvador, Trinidad und Tobago, Honduras und Haiti. Die Partien fanden vom 9. Juli bis 16. Juli 2013 statt. Die Austragungsorte waren New York, Miami, und Houston.

## Tabelle
| Pl. | Land                | Sp. | S | U | N | Tore    | Diff. | Punkte |
| --- | ------------------- | --- | - | - | - | ------- | ----- | ------ |
| 1.  | Honduras            | 3   | 2 | 0 | 1 | 003:200 | +1    | 06     |
| 2.  | Trinidad und Tobago | 3   | 1 | 1 | 1 | 004:400 | ±0    | 04     |
| 3.  | El Salvador         | 3   | 1 | 1 | 1 | 003:300 | ±0    | 04     |
| 4.  | Haiti               | 3   | 1 | 0 | 2 | 002:300 | −1    | 03     |

## Spiele
| 8. Juli 2013 | El Salvador     | 2:2                 | Trinidad und Tobago  | Red Bull Arena, Harrison, New Jersey Zuschauer: 20.000 Schiedsrichter: Marco Antonio Rodríguez (Mexiko) |
| 8. Juli 2013 | Zelaya 22′, 69′ | Report im Webarchiv | Daniel 11′ Jones 73′ | Red Bull Arena, Harrison, New Jersey Zuschauer: 20.000 Schiedsrichter: Marco Antonio Rodríguez (Mexiko) |

| 8. Juli 2013 | Haiti | 0:2                 | Honduras                    | Red Bull Arena, Harrison, New Jersey Zuschauer: 20.000 Schiedsrichter: Hugo Cruz Alvarado (Costa Rica) |
| 8. Juli 2013 |       | Report im Webarchiv | Rony Martínez 4′ Chávez 77′ | Red Bull Arena, Harrison, New Jersey Zuschauer: 20.000 Schiedsrichter: Hugo Cruz Alvarado (Costa Rica) |

| 12. Juli 2013 | Trinidad und Tobago | 0:2                 | Haiti            | Sun Life Stadium, Florida, FL Zuschauer: 28.713 Schiedsrichter: Jeffrey Solis Calderón (Costa Rica) |
| 12. Juli 2013 |                     | Report im Webarchiv | Maurice 16′, 53′ | Sun Life Stadium, Florida, FL Zuschauer: 28.713 Schiedsrichter: Jeffrey Solis Calderón (Costa Rica) |

| 12. Juli 2013 | Honduras     | 1:0                 | El Salvador | Sun Life Stadium, Florida, FL Zuschauer: 28.713 Schiedsrichter: Jair Marrufo (Vereinigte Staaten) |
| 12. Juli 2013 | Claros 90+2′ | Report im Webarchiv |             | Sun Life Stadium, Florida, FL Zuschauer: 28.713 Schiedsrichter: Jair Marrufo (Vereinigte Staaten) |

| 15. Juli 2013 | El Salvador | 1:0                 | Haiti | BBVA Compass Stadium, Texas, TX Zuschauer: 21.783 Schiedsrichter: Javier Santos (Puerto Rico) |
| 15. Juli 2013 | Zelaya 76′  | Report im Webarchiv |       | BBVA Compass Stadium, Texas, TX Zuschauer: 21.783 Schiedsrichter: Javier Santos (Puerto Rico) |

| 15. Juli 2013 | Honduras | 0:2                 | Trinidad und Tobago        | BBVA Compass Stadium, Texas, TX Zuschauer: 21.783 Schiedsrichter: Marco Antonio Rodríguez (Mexiko) |
| 15. Juli 2013 |          | Report im Webarchiv | Jones 48′ (11m) Molino 67′ | BBVA Compass Stadium, Texas, TX Zuschauer: 21.783 Schiedsrichter: Marco Antonio Rodríguez (Mexiko) |